# Эрфде
Эрфде (нем. Erfde) — община в Германии, в земле Шлезвиг-Гольштейн. 
Входит в состав района Шлезвиг-Фленсбург. Подчиняется управлению Штапельхольм.  Население составляет 2006 человек (на 31 декабря 2010 года). Занимает площадь 33,95 км².